# Thủ đô Sách Thế giới
Sự thành công của Ngày Sách và Bản quyền Thế giới, một sự kiện hàng năm do UNESCO tổ chức đã khuyến khích tổ chức này phát triển khái niệm Thủ đô Sách Thế giới và Madrid được chọn là Thủ đô năm 2001. Sự kiện này một lần nữa đem lại thành công và Đại hội đồng của UNESCO quyết định chỉ định một thành phố trở thành Thủ đô Sách Thế giới như là một sự kiện hàng năm.
UNESCO đã mời Hiệp hội các Nhà xuất bản Quốc tế, Liên đoàn các Tổ chức Thư viện Quốc tế, Liên đoàn Nhà sách Quốc tế tham gia vào quá trình bầu cử. Việc bầu cử thành công cũng không đem lại bất cử một giải thưởng bằng tiền nào, mà điều đó chỉ thừa nhận rằng, các chương trình về sách, đọc sách tại đó là tốt nhất trong năm.

## Tiêu chí đề cử
Ủy ban bầu cử hoan nghênh các chương trình do thị trưởng, chủ tịch thành phố tiến hành hoặc chứng thực trong đơn đăng ký các hoạt động thúc đẩy việc đọc sách. Có các tiêu chí nhất định sau đây:
- Mức độ tham gia của các cấp (từ thành phố cho đến phạm vi quốc tế)
- Tác động tiềm tàng của chương trình
- Phạm vi và chất lượng của các hoạt động, mức độ của nó liên quan đến nhà văn, nhà xuất bản, nhà sách và thư viện
- Bất kỳ dự án khác nào nhằm thúc đẩy sách và đọc sách
- Mức độ mà chương trình tôn trọng tự do ngôn luận, như đã được Hiến pháp của UNESCO nêu ra cũng như trong Tuyên ngôn Quốc tế Nhân quyền và Hiệp định nhập khẩu các Tài liệu Giáo dục, Khoa học và Văn hoá

## Danh sách
Dưới đây là danh sách các Thủ đô Sách Thế giới.
| Năm  | Thành phố     | Quốc gia    |
| ---- | ------------- | ----------- |
| 2001 | Madrid        | Tây Ban Nha |
| 2002 | Alexandria    | Egypt       |
| 2003 | New Delhi     | Ấn Độ       |
| 2004 | Antwerp       | Bỉ          |
| 2005 | Montreal      | Canada      |
| 2006 | Turin         | Ý           |
| 2007 | Bogotá        | Colombia    |
| 2008 | Amsterdam     | Hà Lan      |
| 2009 | Beirut        | Lebanon     |
| 2010 | Ljubljana     | Slovenia    |
| 2011 | Buenos Aires  | Argentina   |
| 2012 | Yerevan       | Armenia     |
| 2013 | Bangkok       | Thái Lan    |
| 2014 | Port Harcourt | Nigeria     |
| 2015 | Incheon       | Hàn Quốc    |
| 2016 | Wrocław       | Ba Lan      |
| 2017 | Conakry       | Guinea      |
| 2018 | Athens        | Hy Lạp      |
| 2019 | Sharjah       | UAE         |
| 2020 | Kuala Lumpur  | Malaysia    |
| 2021 | Tbilisi       | Georgia     |
| 2022 | Guadalajara   | Mexico      |
| 2023 | Accra         | Ghana       |
| 2024 | Strasbourg    | Pháp        |